# Тимофеев, Василий Иванович
Василий Иванович Тимофеев (27 марта 1783 — 5 января 1850, Москва) — генерал от инфантерии, герой Бородинского сражения.

## Биография
Родился 27 марта (7 апреля) 1783 в дворянской семье Сычёвского уезда Смоленского наместничества. Сын премьер-майора Ивана Тимофеева и Анны Григорьевны (во втором браке Юзефович). Сводный брат героя Отечественной войны 1812 года, ген.-майора Д. М. Юзефовича. Воспитывался в 1-м кадетском корпусе. Из кадет 15 (26) декабря 1797 выпущен прапорщиком в Гарнизонный полковника Павла Ильича Тинькова полк (Псковский гарнизонный батальон). В чине поручика Псковского гарнизонного батальона был отставлен от службы.
С 10 (22) марта 1802 из отставных принят в службу и определён поручиком Выборгского пехотного полка. Боевое крещение Тимофеев получил в чине штабс-капитана того полка в сражении под Аустерлицем, где обратил на себя внимание храбростью и распорядительностью; шеф полка генерал-майор Олсуфьев упоминал о нём особо в донесении главнокомандующему. 23 марта (4 апреля) 1806 произведён в капитаны. В кампанию 1807 г. Тимофеев поддержал свою репутацию, когда под Прейсиш-Эйлау с охотниками атаковал колонну французских егерей и отбил 2 орудия и единорог, за что был награждён орденом св. Владимира 4-й степени с бантом.
По окончании похода Тимофеев перевёлся в гренадерский графа Аракчеева полк. 6 (18) марта 1808 произведён майором. Был командирован в 2-ю пехотную дивизию для указаний новых правил обучения войск; это поручение Тимофеев выполнил очень удачно и в 1809, после Высочайшего смотра, удостоился награждения бриллиантовым перстнем.
8 (20) ноября 1811 он был произведён в подполковники, с назначением командиром батальона в новый лейб-гвардии Литовский (впоследствии переименованном в Московский) полк. За «скорое сформирование» лейб-гвардии Литовского полка объявлено ему «совершенное удовольствие» Его Величества 12 (24) декабря 1811. С тем полком вступил в Отечественную войну.
Во время Бородинской битвы, в которой полк покрыл себя славой, Тимофеев оказал несколько крупных отличий: когда французы заняли Семёновские флеши и защищавшие их чины гренадерских батальонов стали отходить поодиночке, он пристроил их к своему каре, а затем часть отправил на соседнюю батарею, которая, за убылью прислуги у орудий, не могла бы без них действовать; выделившись далеко вперёд, высмотрел расположение неприятельских колонн, скрытых за горой, и лично, с разрешения командира батареи, навёл на них орудие; когда кирасиры готовились к атаке на его каре, он велел лишь делать движение ружьями, зная по опыту, что лошади не пойдут на блестящие штыки; мера эта действительно имела успех, и кирасиры поездив вокруг каре, начали в 30 шагах строиться в колонну, чтобы ударить массой, но в это время Тимофеев бросился с каре в штыки, и латники обратились в бегство. С левого фланга из-за леса появилась неприятельская колонна с артиллерией, с очевидным намерением занять командующую высоту; заметив это, Тимофеев испросил разрешение подъехавшего генерала Коновницына предупредить неприятеля на этом пункте и занял его раньше французов, но вскоре разрезная пуля, обвитая волосом, вывела его из строя, раздробив кость левой ноги.
За эти подвиги он был произведён в полковники, со старшинством с 26 августа 1812, и 17 февраля 1813 года награждён орденом Георгия 4-й степени (№ 1182 по кавалерскому списку Судравского и № 2550 по списку Григоровича — Степанова)
В воздаяние ревностной службы и отличия, оказанного в сражении против французских войск 26 августа 1812 года при с. Бородине, где, командуя баталионом действовал с отличною храбростию, мужеством и опытностию, причём ранен пулею в ногу.
Рана оказалась очень серьёзной, не заживала, и жизнь Тимофеева долго была в опасности, но всё же, пролежав более года в госпитале уездного города Касимова, он поправился и в 1814 году прибыл к армии в Варшаву, где был назначен командующим гвардейской резервной пехотной дивизией. Награждён серебряной участника и бронзовой дворянской медалями «В память Отечественной войны 1812 года».
30 августа (11 сентября) 1816 Тимофеев был произведён в генерал-майоры, а с 1818 по 1824 годы командовал формированной им гренадерской бригадой отдельного Литовского корпуса, состоя под начальством великого князя Константина Павловича. 25 октября (6 ноября) 1819 награждён орденом Святой Анны 1 степени. В том же — 1819, вступил в масонскую ложу «Золотого кольца» в Белостоке.
Затем был переведён в Отдельный корпус военных поселений. В должности и звании бригадного командира третьих батальонов 3-го пехотного корпуса 22 августа (3 сентября) 1826 награждён орденом Святого Владимира 2 степени большого креста. В 1828 году Тимофеев был назначен командиром всей резервной пехоты, а в следующем — начальником 12-й пехотной дивизии, на каковой должности произведён в генерал-лейтенанты 25 июня (7 июля) 1829.
В Турецкой войне 1828—1829 гг. он принял участие лишь во второй кампании, исправляя должность военного генерал-губернатора Румелии; при возвращении в Россию был назначен на ту же должность в Севастополь на место генерала Н. А. Столыпина, убитого бунтовщиками во время восстания против карантинных мер 3-7 июня во свирепствовавшей там чумы.
Когда началось польское восстание, Тимофеев выступил с 11-й пехотной дивизией для осады крепости Замостье. 4 (16) августа 1831 генерал Кайсаров, желая воздействовать на гарнизон, решил овладеть двумя редутами впереди форштадта и уничтожить хранившиеся там запасы; предприятие это выполнил удачно Тимофеев в два часа ночи, во главе 22-го егерского полка, причём был контужен осколком гранаты в руку и ногу, а также ушибся при падении убитой под ним лошади. Падение это имело дурные последствия, вызвав прилив крови к глазу, ушибленному песком под Бородиным: Тимофеев начал испытывать сильные страдания. Несколько операций не помогли, в 1837 г. глаз был вынут. Несмотря на ранения, остался в строю. 26 июля (7 августа) 1839 назначен командиром 1-го пехотного корпуса.
16 (28) апреля 1841 Тимофеев был произведён в генералы от инфантерии и 25 октября (6 ноября) 1842 назначен командиром 6-го пехотного корпуса в Москве, за отличное состояние которого был награждён орденами св. Александра Невского 2 (14) октября 1843, алмазными знаками к нему (в 1846 г.) и св. Владимира 1-й степени (в 1848 г.), а 3 (15) апреля 1849 назначен шефом Московского пехотного полка, c оставлением при прежней должности, что было последней и самой почётной наградой.
Скончался Тимофеев 5 (17) января 1850 в Москве и похоронен на территории Новодевичьего монастыря.

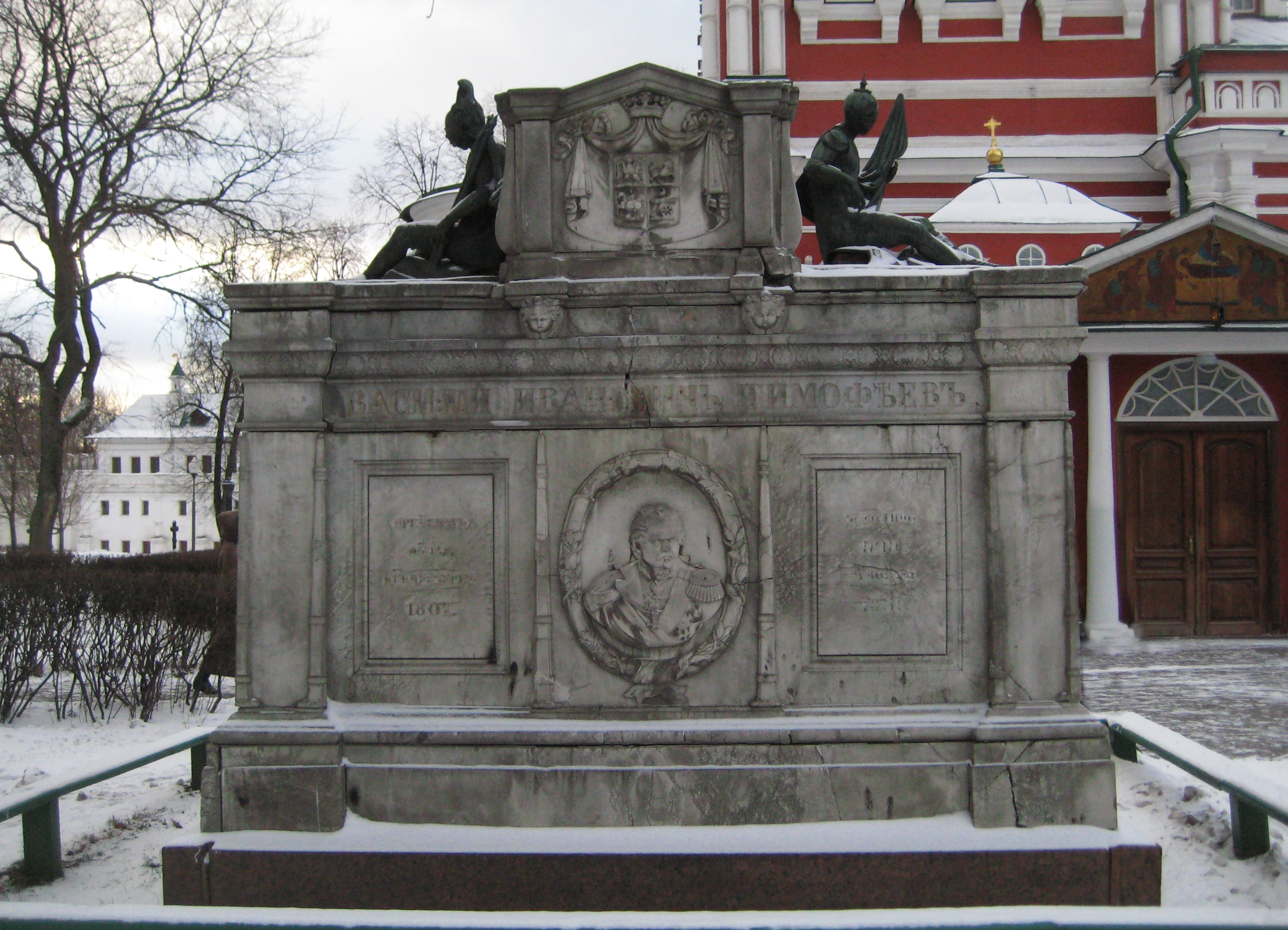
Надгробие генерала Тимофеева — одно из самых заметных на территории Новодевичьего монастыря
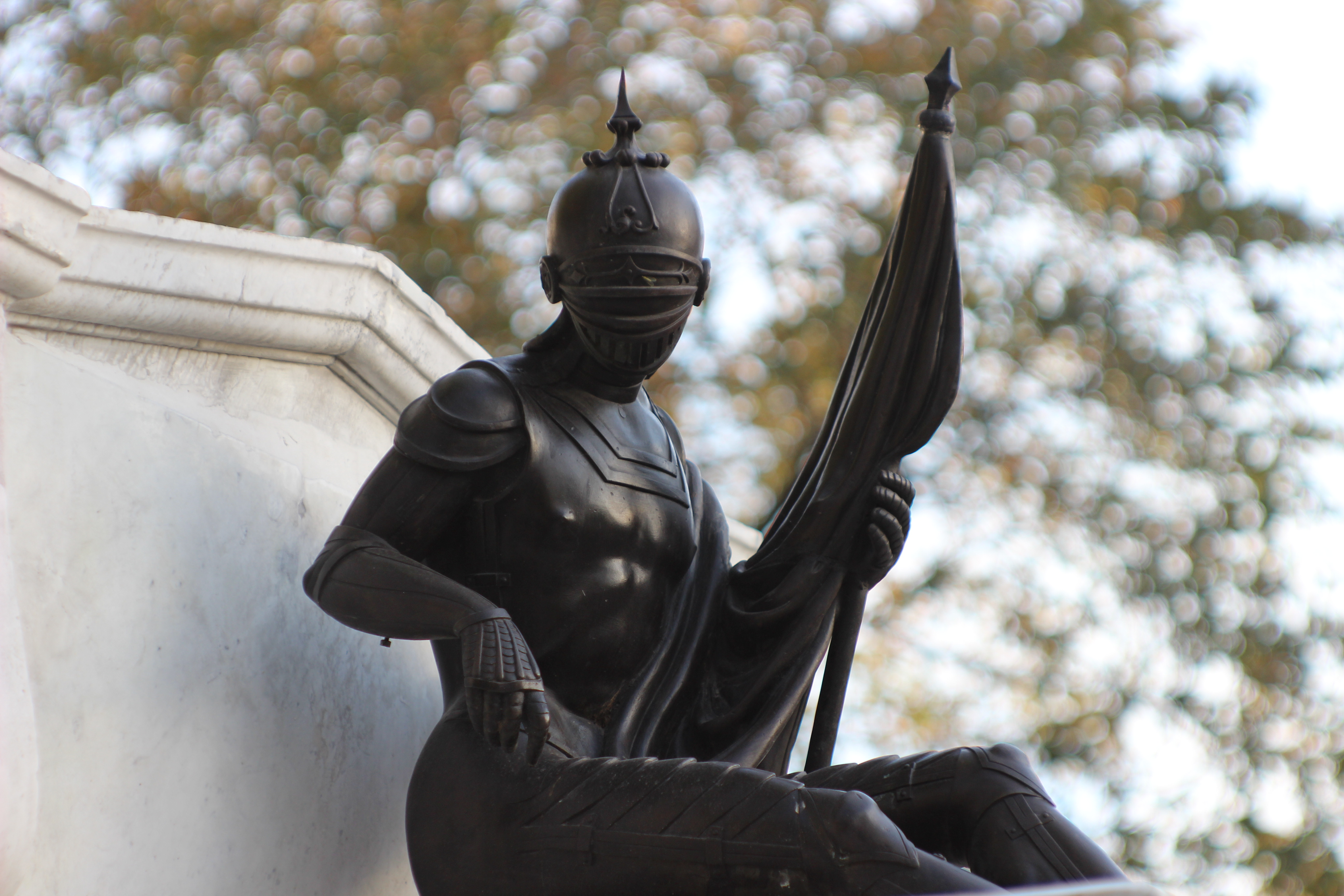
Надгробие генерала Тимофеева, деталь

## Семья
- Жена — Пелагея Константиновна Тимофеева, урождённая Патаниоти (?—15.01.1877[9]), дочь вице-адмирала К. Ю. Патаниоти, племянница контр-адмирала Н. Ю. Патаниоти, кавалерственная дама ордена Святой Екатерины (1841). Похоронена с мужем в Новодевичьем монастыре.
- Сын — Александр Васильевич Тимофеев — генерал-майор, участник Русско-турецкой войны (1877—1878).
- Братья и сёстры:
  - Родные: майор и кавалер Григорий Иванович Тимофеев, коллежский асессор Артём Иванович Тимофеев, поручица Авдотья Ивановна Калачевская, поручица Мария Ивановна Леонтовичева, надворная советница Феодосия Ивановна Логвиновичева.
  - Единоутробный брат — титулярный советник Харлампий Михайлович Юзефович.
  - Сводные братья и сёстры: ген.-майор Д. М. Юзефович, тайная советница София Михайловна Стог, титулярный советник Владимир Михайлович Юзефович, штабс-ротмистр Андрей Михайлович Юзефович, поручица Анна Михайловна Гербертова.